# Pegida
Patriotische Europäer gegen die Islamisierung des Abendlandes (PEGIDA, hrv: "Domoljubni Europejci protiv islamizacije Zapadnog svijeta") je njemački politički pokret sa sjedištem u Dresdenu. Od jeseni 2014., Pegida organizira ponedjeljkom protuislamske prosvjede po njemačkim gradovima. Inicijator prosvjeda bio je Lutz Bachmann.

## Prosvjedi
Prvi prosvjedi su održani u Dresdenu u listopadu 2014., kada se skupilo oko 350 osoba. Na četvrtim prosvjedima 10. studenog protestiralo je oko 1700 osoba a tjedan kasnije taj broj se popeo na 3 500 osoba. Oko 5 500 osoba se okupilo na prosvjedima 24. studenog, a zatim 1. prosinca oko 7 500, 8. prosinca oko 10 000 i 15. prosinca 15 000 prosvjednika. Prosvjedi održani 22. prosinca bili su najveći do tada, okupivši oko 17 500 osoba.
Tjedan poslije islamističkog terorističkog akta na francuski tjednik Charlie Hebdo, 12. siječnja 2015., okupilo se oko 25 000 prosvjednika u Dresdenu.
Slični iako malobrojniji prosvjedi održani su i u drugim njemačkim gradovima poput Bonna, Düsseldorfa i Kölna.

## Reakcije
U nekoliko gradova diljem Njemačke organiziraju se protudemonstracije protiv Pegide, na kojima se znalo okupiti do 14 000 sudionika.
Njemačka kancelarka Angela Merkel optužila je u svom novogodišnjem govoru Pegidine pristalice da imaju "predrasude, hladnoću i osim toga mržnju u svojim srcima". Njemački ministar unutarnjih poslova, Thomas de Maizière, naglasio je međutim da je među prosvjednicima i veliki broj običnih građana koji su zabrinuti za dnevne društvene probleme. Politička stranka, Opcija za Njemačku, je istovremeno dala svoju punu podršku prosvjednicima, a glasnogovornik stranke, Bernd Lucke, je izjavio kako je većina zahtjeva Pegide legitimna. Prema Luckeu, prosvjednici koji su sudjelovali u prosvjedima, osjećaju da njihove brige političari ne uzimaju dovoljno ozbiljno.

## Zahtjevi
Početkom prosinca 2014., Pegida objavljuje manifest na jednoj stranici s 19 zahtjeva. Tu se može vidjeti da Pegida želi oblikovati njemačku useljeničku politiku prema nizozemskom i švicarskom modelu sa smanjenim brojem izbjeglica. Pokret se protivi rodnoj ravnopravnosti i političkoj korektnosti i želi djelovati na uvođenju referenduma kao u Švicarskoj. Tvrdi se da također žele zaštititi njemačku "židovsko-kršćansku kulturu".

## Podorganizacije
Krajem prosinca 2014., osnovane su podorganizacije za Pegidu, tako da dolazi od organiziranja Pegide za Švedsku, Pediga za Norvešku, Pegida za Dansku kao i Pegida za Skandinaviju. Prve prosvjede u Norveškoj Pegida je organizirala u Oslu, 12. siječnja 2015. na kojima je sudjelovalo oko 190 prosvjednika.
Sestrinski pokret Pegide, koji organizira prosvjede u Leipzigu naziva se Legida.